# Divlja jabuka
Divlja jabuka (šumska jabuka, lat. Malus sylvestris), jedna od četrdesetak vrsta jabuka, porodica ružovki. 

## Opis
Divlja jabuka je grm ili m anje stablo koje može izrasti i do 10 metara u visinu, ali prosječno je visoka 3 do 4 metra. Kora je siva, dok je mlađa svjetlosive boje, a kasnije postaje tamnosiva i ispucana. Grane su dlakave a mladim biljkama prekrivene trnjem. Listovi su naizmjenični, jajoliki i kratko ušiljeni. Cvjetovi su dvospolni, bijeli ili ružičasti, te meddonosni. Krošnja joj je široka, nepravilna i gusta, plodovi okruglasti, kiseli i trpki, ali jestivi.

## Rasprostranjenost
Divlja jabuka rasprostranjena je po cijeloj Europi, a introducirana je u SAD, Čile, Australiju, Peru, Tajvan.

## Upotreba
Plodovi se zbog kiselosti se rijetko jedu, ali se mogu konzumirati sušeni, a dobri si i za izradu kompota i jabučnog octa.

## Podvrste
1. Malus sylvestris subsp. orientalis (Uglitzk.) Browicz
2. Malus sylvestris subsp. praecox (Pall.) Soó
3. Malus sylvestris subsp. sylvestris

- Popadali plodovi divlje jabuke
- cvjetovi
- Nedozreli plodovi i listovi